# Lamoda
Lamoda (стилізовано під lamoda) — російський інтернет-магазин. Чиста вартість покупок в онлайн-магазинах Lamoda Group в Росії, Білорусі, Україні та Казахстані за 2019 рік склала 43,2 млрд рублів. Загальна кількість співробітників складає 7 тисяч осіб (у Росії). У компанії 380 власних пунктів видачі та 17 тисяч партнерських. На майданчику представлено понад 6 млн товарів від 3 тис. брендів.
З 2014 року входить до складу Global Fashion Group.

## Історія
У 2011 році був відкритий інтернет-магазин lamoda і в Москві розпочала роботу власна кур'єрська служба LM Express.
У 2012 році lamoda запустилася в Казахстані (lamoda.kz), де стала першим онлайн-рітейлером. Компанія відкрила в Московській області власний складський комплекс площею 20 тис. кв. м.
У 2013 році lamoda залучила 130 млн доларів інвестицій від Access Industries, Summit Partners та Tengelmann. Вкладення стало найбільшою інвестицією в сфері російської електронної комерції. Lamoda почала співпрацювати з платіжною системою PayPal. У жовтні 2013 року було створено власний центр IT-розробки в Вільнюсі для підтримки основного сайту lamoda.ru і бек-офісу IT-департаменту компанії. Відкрито контактний центр в Житомирі. У грудні відбувся офіційний запуск інтернет-магазину lamoda.ua на території України, який незабаром став «Відкриттям року» за версією Ukrainian E-Commerce Awards. Також вийшов реліз мобільного додатка Lamoda для операційних систем iOS та Android.
У січні 2014 року Lamoda отримала інвестиції в розмірі 10 млн євро з боку IFC (Міжнародної Фінансової Корпорації), що входить до Групи Світового банку, увійшла в топ-20 провідних інтернет-магазинів Росії за версією Forbes. Запущено мобільний додаток Lamoda для планшетних комп'ютерів.
У вересні 2014 року Lamoda стала частиною Global Fashion Group (GFG) — холдингу, створеного компаніями Kinnevik, Rocket Internet і Access Industries. У GFG також увійшли партнерські інтернет-компанії Dafiti, Jabong, Namshi і Zalora.
У жовтні Lamoda відкрила контактний центр в Волгограді, що нараховує більше 300 операторів. У листопаді Lamoda відкрила дизайн-студію в Лондоні і запустила дочірній проект зі створення одягу і взуття під власним брендом LOST INK. У грудні 2014 року Lamoda почала працювати в Республіці Білорусь (lamoda.by).
У 2015 році служба доставки LM Express була запущена більш ніж в 80 регіонах. Lamoda вийшла на ринок B2B і почала надавати послуги повного супроводу інтернет-магазинів. Підписані контракти з Just Couture і Finn Flare. У тому ж році Lamoda почала працювати за моделлю маркетплейса — розміщувати на своїй вітрині товари сторонніх продавців. Серед перших партнерів — російські дизайнери, а також бренди Ecco і Samsonite. У 2016 році Lamoda стала В2В-партнером Inditex Group і забезпечила операційну діяльність марок Zara Home, Uterque, Stradivarius, Oysho, Pull and Bear в Росії.
У 2017 році був відкритий третій call-центр компанії — в Чернігові. Клієнтам стала доступна послуга розстрочки. Власна доставка LM Express стала працювати в більш ніж 500 містах Росії. Мережа пунктів видачі товарів в Росії і СНД, включаючи власні і партнерські точки, досягла 8500 ПВЗ. У всіх пунктах видачі доступна опція повернення. Напередодні чемпіонату світу з футболу компанія запустила онлайн-магазин FIFA.
У січні 2018 року Lamoda купила мережу pick-up.ru, додавши тим самим в свою інфраструктуру 56 нових точок видачі в Москві і Санкт-Петербурзі. У лютому компанія увійшла в рейтинг 20 найдорожчих компаній Рунета за версією Forbes, зайнявши в ньому 9 місце. У березні 2018 року співзасновники Lamoda Нільс Тонзен і Домінік Пикер покинули компанію. На чолі Lamoda залишилися Флоріан Янсен і Буркхард Біндер. У жовтні на онлайн-платформі Lamoda з'явилися бренди компанії Inditex: Oysho, Pull & Bear. У листопаді 2018 року Мольдер Рисаліева призначена генеральним директором Lamoda в Казахстані.
У січні 2019 року штаб-квартира Lamoda переїхала в новий офіс Lamoda Home .
У 2019 Lamoda провела ребрендинг і змінила логотип. Новий логотип Lamoda повністю чорний, а букви «la» в ньому зміщені під невеликим кутом.
У серпні 2019 року в мобільному додатку на iOS запущена AR-примірочна. Користувачі можуть приміряти понад 100 пар кросівок перед тим, як замовити їх онлайн. У вересні компанія перезапустила програму лояльності Lamoda Club. У ній стала доступна максимальна знижка 25 %. У листопаді програма лояльності запустилася для користувачів України.
У березні 2021 року компанія почала будівництво другого розподільного центру в Московській області.
У лютому 2022 року компанія припинила діяльність в Україні.

## Фінансові та операційні показники
Фінансові показники Lamoda розкриваються в рамках фінансової звітності Global Fashion Group. За підсумками 4 кварталу 2019 року чистий вартість всіх покупок (NMV), зроблених в інтернет-магазинах Lamoda Group в Росії, Білорусі, Україні та Казахстані, зросла на 25,2 % в порівнянні з таким самим періодом минулого року і склала 13,7 млрд рублів. Виручка компанії в порівнянні з 4 кварталом минулого року збільшилася на 14 % до 10 млрд рублів. Валовий прибуток збільшився більш ніж на 0,9 млрд рублів і досягла 4,2 млрд. Загальна виручка за 2019 рік склав 33 млрд рублів (зростання на 14,4 %), показник NMV 43,2 млрд рублів (зростання на 24,4 %), валовий прибуток 13,6 млрд рублів (зростання на 25,8 %).

## Інфраструктура
Власна фотостудія
У компанії є власна фотостудія повного циклу площею 2 500 кв. м. Студія здатна обробляти 3 500 одиниць товару щодня. Кожен день на студії створюється більше 15 тис. Фотографій для каталогу. На студії проводяться всі типи fashion-зйомок: на моделях, предметна зйомка (взуття, сумки, аксесуари і т. д.). Створюються світлини для каталогу, лукбука, рекламних матеріалів і контент для соцмереж.
Контакт-центри
У трьох контакт-центрах Lamoda працюють понад 800 операторів. Контакт-центри розташовані в Волгограді, Житомирі та Чернігові.
Склад і доставка
Власний складський комплекс Lamoda площею 40 тис. м² розташований в сел. Биково Московської області. Це напівавтоматичний склад, керований власної IT-платформою Lamoda. На складі зберігається до 10 млн артикулів товарів. Крім обслуговування власних товарних запасів Lamoda надає послуги зберігання і доставки іншим виробникам і постачальникам товарів в сегментах fashion і lifestyle. Одним з найбільших клієнтів є холдинг Inditex.
У червні 2019 року в рамках Петербузького економічного форуму Lamoda і «Пошта Росії» підписали меморандум про наміри. У плани Lamoda і «Пошти Росії» входить створення протягом п'яти років в Московській області розподільного центру площею до 100 тис. кв. м.. Оголошено про партнерство з дочірньою структурою X5 ОМНІ, що припускає появу пунктів видачі замовлень в магазинах X5.
Доставка товарів здійснюється силами власної служби доставки LM Express, а також за допомогою логістичних партнерів. Власна служба доставки LM Express охоплює понад 1000 міст і забезпечує доставку 90 % замовлень. У компанії працюють більше 3 тис. торгових представників, які здійснюють доставку на брендованих автомобілях. Покупці в момент доставки можуть приміряти товар, викупити замовлення повністю або частково і сплатити готівкою або банківською картою. У більш ніж 70 містах створені регіональні склади LM Express. У більш ніж 200 містах доступна доставка на наступний день. Мережа ПВЗ налічує понад 17 тис. пунктів самовивозу, включаючи партнерські точки.

## Продукти та технології
У серпні 2019 року Lamoda спільно з білоруським стартапом Wannaby надали функцію примірки кросівок в додатку для iOS за допомогою технологій доповненої реальності. Для примірки користувачеві необхідно навести камеру на ноги і вибрати потрібну модель.
У вересні 2019 року Lamoda і оператор зовнішньої реклами Russ Outdoor розмістили в центрі Москви 16 інтерактивних банерів з віртуальної «приміркою» одягу. В банери вбудовані камери і використовується технологія на основі нейромереж. Програма розпізнає долоню і відстежує її положення перед екраном — так можна управляти курсором і активувати елементи інтерфейсу.